# 더 많은 행동을 위한 사회 운동
더 많은 행동을 위한 사회 운동(스페인어: Movimiento Sociedad Unida Más Acción) 또는 수마 운동(Movimiento SUMA)은 에콰도르의 자유주의, 중도우파 정당이다. 2012년 설립되었다. 현재 지도자는 마우리시오 로다스이다.